# وضع الملاعق
وضع الملاعق[بحاجة لمصدر] أو وضع 99 (بالإنجليزية: Spoons sex position)‏ هو وضع جنسي وتقنية حضن. اسمها مستمد من الطريقة التي تتوضع بها ملعقتين جنبا إلى جنب.
في وضعية الملاعق، الصاحبة تمتد على جانبها مع ثني ركبتيها. الشريكة تمتد على جانبها وتسند ظهرها لصدر صاحبها. تستخدم هذه الوضعية تمهيدًا لعملية المباشرة.
رقم 99 في حد ذاته تمثيل رمزي لهذا الوضع. بحيث إذا ما نظرنا إلى حلقتي هذين الرقمين كرأسي الشريكين فالعدد 99 يصبح يمثل شريكين واحدا خلف الآخر. تحقق هذه الوضعية اختراق جيد ويوصى بها بصفة خاصة للأشخاص الذين يعانون من قيود جسدية تحد من الوضعيات الممكنة لهم مثل النساء الحوامل أو الأشخاص الذين يعانون من السمنة المفرطة، كما تأخير القذف للرجال الذين يعانون سرعة القذف.